# Джан, Эмре
Э́мре Джан (нем. и тур. Emre Can; род. 12 января 1994, Франкфурт-на-Майне, Гессен) — немецкий футболист, полузащитник и капитан дортмундской «Боруссии», игрок сборной Германии. Участник трёх чемпионатов Европы (2016, 2020 и 2024).

## Клубная карьера
Являясь выходцем из турецкой семьи, Эмре родился во Франкфурте-на-Майне, он вырос на северо-западе города. Эмре начинал свою футбольную карьеру в скромной франкфуртской команде «Блау Гельб» и в 2006 году пополнил систему более известного франкфуртского клуба, «Айнтрахта», занимался там до лета 2009 года.
Летом 2009 года Эмре пополнил юношескую команду мюнхенской «Баварии». С 2011 года он выступал за вторую команду клуба. Свой первый матч за «Баварию» Эмре провёл 12 августа 2012 года. Это был матч против дортмундской «Боруссии» за суперкубок Германии. В немецкой Бундеслиге Эмре дебютировал 13 апреля 2013 года в матче против «Нюрнберга».
В августе 2013 года Эмре перешёл в «Байер 04», по условиям контракта «Бавария» могла выкупить игрока обратно, однако, этого не произошло.
5 июня 2014 года Эмре перешёл в «Ливерпуль», сумма трансфера составила 10 миллионов фунтов. Летом 2018 года стало известно, что футболист отказался продлевать контракт с мерсисайдским клубом.
21 июня 2018 года Джан подписал контракт с итальянским «Ювентусом» до 30 июня 2022 года. В новом клубе Эмре получил номер 23. После перехода в «Ювентус» у игрока был обнаружен рак щитовидной железы, который удалось вылечить.
31 января 2020 года перешёл на правах аренды в дортмундскую «Боруссию». Соглашение предусматривает обязательный выкуп игрока за 25 млн евро.

## Карьера в сборной
Эмре играл в различных юношеских сборных Германии. В составе сборной Германии (до 17 лет) он выигрывал серебряные медали юношеского чемпионата Европы и бронзу юношеского чемпионата мира. С 2013 года Эмре является членом молодёжной сборной Германии.
Эмре отклонил предложение выступать за национальную сборную Турции, потому что ему очень хотелось бы выступать именно за немецкую сборную.
4 сентября 2015 году дебютировал в сборной Германии в матче с Польшей (3:1).
3 июля 2017 года выиграл в составе сборной Германии Кубок конфедераций в России, обыграв в финале сборную Чили.
8 октября 2017 года забил свой первый мяч за сборную Германии в отборочном матче чемпионата мира 2018 года против Азербайджана (5:1). Не был включён в состав сборной на чемпионат мира 2018 года, но был в составе на чемпионате Европы 2020 года.
В 2022 году не играл на чемпионате мира в Катаре.
В состав сборной на домашний чемпионат Европы 2024 года Джан был включён в последний момент вместо Александара Павловича, который не смог сыграть из-за тонзиллита. 14 июня 2024 года на чемпионате Европы забил свой второй мяч за сборную в ворота Шотландии (5:1).

## Статистика
| Выступление         | Выступление      | Выступление      | Лига | Лига | Кубки | Кубки | Еврокубки | Еврокубки | Итого | Итого |
| Клуб                | Лига             | Сезон            | Игры | Голы | Игры  | Голы  | Игры      | Голы      | Игры  | Голы  |
| ------------------- | ---------------- | ---------------- | ---- | ---- | ----- | ----- | --------- | --------- | ----- | ----- |
| Бавария             | Бундеслига       | 2012/13          | 4    | 1    | 3     | 0     | 0         | 0         | 7     | 1     |
| Бавария             | Итого            | Итого            | 4    | 1    | 3     | 0     | 0         | 0         | 7     | 1     |
| Байер 04            | Бундеслига       | 2013/14          | 29   | 3    | 3     | 1     | 7         | 0         | 39    | 4     |
| Байер 04            | Итого            | Итого            | 29   | 3    | 3     | 1     | 7         | 0         | 39    | 4     |
| Ливерпуль           | Премьер-лига     | 2014/15          | 27   | 1    | 9     | 0     | 4         | 0         | 40    | 1     |
| Ливерпуль           | Премьер-лига     | 2015/16          | 30   | 1    | 5     | 0     | 14        | 1         | 49    | 2     |
| Ливерпуль           | Премьер-лига     | 2016/17          | 32   | 5    | 8     | 0     | 0         | 0         | 40    | 5     |
| Ливерпуль           | Премьер-лига     | 2017/18          | 26   | 3    | 2     | 0     | 10        | 3         | 38    | 6     |
| Ливерпуль           | Итого            | Итого            | 115  | 10   | 24    | 0     | 28        | 4         | 167   | 14    |
| Ювентус             | Серия А          | 2018/19          | 29   | 4    | 2     | 0     | 6         | 0         | 37    | 4     |
| Ювентус             | Серия А          | 2019/20          | 8    | 0    | 0     | 0     | 0         | 0         | 8     | 0     |
| Ювентус             | Итого            | Итого            | 37   | 4    | 2     | 0     | 6         | 0         | 45    | 4     |
| Боруссия (Дортмунд) | Бундеслига       | 2019/20          | 12   | 2    | 1     | 0     | 2         | 0         | 15    | 2     |
| Боруссия (Дортмунд) | Бундеслига       | 2020/21          | 28   | 1    | 6     | 1     | 6         | 0         | 40    | 2     |
| Боруссия (Дортмунд) | Бундеслига       | 2021/22          | 24   | 5    | 1     | 0     | 3         | 0         | 28    | 5     |
| Боруссия (Дортмунд) | Бундеслига       | 2022/23          | 27   | 2    | 4     | 1     | 7         | 0         | 38    | 3     |
| Боруссия (Дортмунд) | Бундеслига       | 2023/24          | 25   | 2    | 2     | 0     | 11        | 0         | 38    | 2     |
| Боруссия (Дортмунд) | Итого            | Итого            | 116  | 12   | 14    | 2     | 29        | 0         | 159   | 14    |
| Всего за карьеру    | Всего за карьеру | Всего за карьеру | 301  | 30   | 46    | 3     | 70        | 4         | 417   | 37    |

## Достижения

### Командные
«Бавария»
- Чемпион Германии: 2012/13
- Обладатель Кубка Германии: 2012/13
- Обладатель Суперкубка Германии: 2012
- Победитель Лиги чемпионов УЕФА: 2012/13

«Ювентус»
- Чемпион Италии: 2018/19
- Обладатель Суперкубка Италии: 2018

«Боруссия Дортмунд»
- Обладатель Кубка Германии: 2020/21
- Финалист Лиги чемпионов УЕФА: 2023/24

Сборная Германии
- Победитель Кубка конфедераций: 2017

### Личные
- Золотая Медаль Фрица Вальтера: 2011
- Член «команды сезона» Лиги Европы: 2015/16[16]
- Автор лучшего гола сезона английской Премьер-лиги: 2016/17